# Flagler Cyclecar Company
Flagler Cyclecar Company war ein US-amerikanischer Hersteller von Automobilen.

## Unternehmensgeschichte
Elias S. Flagler gründete 1914 das Unternehmen in Chicago in Illinois. Dort begann er mit der Produktion von Automobilen. Der Markenname lautete Flagler. Wenig später investierten einige Geschäftsleute aus Cheboygan in Michigan in das Unternehmen. A. M. Gerow wurde Vizepräsident und W. L. Hagadorn Sekretär und Schatzmeister. Die Produktion wurde daraufhin in ein Werk nach Cheboygan verlegt. Noch 1914 endete die Produktion. Insgesamt entstanden etwa 100 Fahrzeuge.

## Fahrzeuge
Das erste Modell wurde zwar als Cyclecar bezeichnet, allerdings erfüllte es die Kriterien nicht. Der Zweizylindermotor hatte 85,725 mm Bohrung, 101,6 mm Hub und 1173 cm³ Hubraum. Er war mit 10/12 PS angegeben. Er trieb über ein Friktionsgetriebe und Riemen die Hinterachse an. Das Fahrgestell hatte 229 cm Radstand und 107 cm Spurweite. Das Fahrzeug war als Roadster karosseriert und bot Platz für zwei Personen nebeneinander. Der Neupreis betrug 375 US-Dollar.
Etwa zu der Zeit des Umzugs nach Cheboygan erschien ein neues Modell, wobei unklar bleibt, ob das alte im Sortiment blieb. Der Vierzylindermotor kam je nach Quelle von Perkins oder Farmer. Er hatte 95,25 mm Bohrung, 101,6 mm Hub, 2896 cm³ Hubraum und leistete 18 PS. Ein gewöhnliches Getriebe und Kardanantrieb machten deutlich, dass das Fahrzeug oberhalb des ersten Modells positioniert war. Der Radstand betrug 239 cm. Die Karosserie war ebenfalls ein zweisitziger Roadster. Das Fahrzeug kostete 450 Dollar.

## Modellübersicht
| Jahr | Modell   | Zylinder | Leistung (PS) | Radstand (cm) | Aufbau            |
| ---- | -------- | -------- | ------------- | ------------- | ----------------- |
| 1914 | Cyclecar | 2        | 10/12         | 229           | Roadster 2-sitzig |
| 1914 | Cyclecar | 4        | 18            | 239           | Roadster 2-sitzig |